# NGC 911
NGC 911 (други обозначения – UGC 1878, MCG 7-6-16, ZWG 539.21, PGC 9221) е елиптична галактика (E) в съзвездието Андромеда.
Обектът присъства в оригиналната редакция на „Нов общ каталог“.